# Box Car Racer
Box Car Racer — американская панк-группа, образованная в городе Сан-Диего, штат Калифорния. Группа является сторонним музыкальным проектом гитариста/вокалиста группы blink-182, Тома ДеЛонга. ДеЛонг создал проект для реализации своих более мрачных музыкальных экспериментов, которые, по его мнению, не подходили для blink-182. Группа выпустила всего лишь один одноимённый альбом, и отыграла один концертный тур, который длился с 25 октября по 26 ноября 2002 года. И хотя ходили слухи о записи второго альбома, этого так и не произошло. Все участники группы вернулись к своим основным проектам.

## Участники группы
- Том ДеЛонг — вокал, ритм-гитара
- Дэвид Кеннеди — гитара
- Энтони Селестино — бас-гитара
- Трэвис Баркер — ударные, перкуссия

## Дискография
- 2002 — Box Car Racer